# Rõngu jõgi
Rõngu jõgi är ett vattendrag i Estland.   Det ligger i landskapet Tartumaa, i den södra delen av landet, 160 km sydost om huvudstaden Tallinn. Rõngu jõgi ligger vid sjön Võrtsjärv.